# Kayao (Koti)
Pour les articles homonymes, voir Kayao.
Kayao est une commune rurale située dans le département de Koti de la province de Tuy dans la région des Hauts-Bassins au Burkina Faso.

## Géographie
Kayao se trouve à 15 km à l'est de Fafo.

## Santé et éducation
Le centre de santé le plus proche de Kayao est le centre de santé et de promotion sociale (CSPS) de Fafo.